# Klang (Francja)
Klang – miejscowość i gmina we Francji, w regionie Grand Est, w departamencie Mozela.
Według danych na rok 1990 gminę zamieszkiwały 252 osoby, a gęstość zaludnienia wynosiła 60 osób/km² (wśród 2335 gmin Lotaryngii Klang plasuje się na 795. miejscu pod względem liczby ludności, natomiast pod względem powierzchni na miejscu 1080.).